# Magno Bandarz
Magno Bandarz (Sapucaia do Sul, 08 de agosto de 1983) é um ator brasileiro de teatro, cinema e televisão. O início de sua carreira de ator deu-se no Rio Grande do Sul quando integrou a companhia de teatro "Odisseia dos Anjos" em 1994, desde então participou de várias produções teatrais, bem como migrou para a televisão e cinema, com parceria artística sobretudo com Miguel Falabella.

## Carreira

### Televisão
| Ano     | Título                       | Personagem       | Notas            |
| ------- | ---------------------------- | ---------------- | ---------------- |
| 2013-16 | Pé na Cova                   | Clécio           |                  |
| 2017    | Brasil a Bordo               | Johnny Beautiful |                  |
| 2019    | Eu, a Vó e a Boi             | Marlon Andrade   |                  |
| 2022    | O Coro: Sucesso, Aqui Vou Eu | Fernando Lino    | Original Disney+ |

### No cinema
| Ano  | Título             | Personagem | Notas          |
| ---- | ------------------ | ---------- | -------------- |
| 2021 | Veneza             | Giácomo    |                |
| 2010 | O Passivo do Ativo | Edu        | Curta-metragem |
| 2010 | X-Man              | —          | Curta-metragem |
| 2009 | Digireal           | —          | Curta-metragem |

### No teatro[3]
- 2017 - God (Direção de Miguel Falabella)
- 2014 - O Que o Mordomo Viu (Direção de Miguel Falabella)
- 2011 - Laboratório Sexual (Direção Jean D'Andrade)
- 2010 - Corrida ao Caos (Direção de Antônio Neto)
- 2010 - O Mambembe (Direção de Jair Aguiar)
- 2009 - O Pagador de Promessas (Direção de Jair Aguiar )